# Aglaope
Na mitologia grega, Aglaope (do grego Αγλαόπη ou Αγλαόφωνος: voz esplêndida) era uma das sirenas, seres que eram em parte aves e, em parte, mulheres, filhas do deus-rio Aqueloo e da musa Terpsícore, ou filhas de Aqueloo com Estérope, filha de Portaon e Eurite, filha de  Hipodamas. Existem várias versões sobre os nomes das sirenas, algumas delas são Telxiépia, Pisínoe, Aglaope, Ligeia, Parténope e LeucósiaAs sirenas eram retratadas como aves  com cabeça (ou toda a   parte superior do corpo)  de mulher. Na arte musiva, elas eram representados apenas com as pernas de aves.
As sirenas habitavam os rochedos entre a ilha de Capri e a costa da Itália. Eram tão lindas e cantavam com tanta doçura que atraíam os tripulantes dos navios que passavam por ali para que os navios colidissem com os rochedos e afundassem. Odisseu (Ulisses), personagem da Odisseia de Homero, conseguiu salvar-se porque colocou cera nos ouvidos dos seus marinheiros e amarrou-se ao mastro de seu navio, para poder ouvi-las sem poder aproximar-se delas.